# دانييل هيرميس
دانييل هيرميس (بالإنجليزية: Heriberto Hermes)‏ هو كاهن كاثوليكي أمريكي، ولد في 25 مايو 1933 في Shallow Water, Kansas ‏ في الولايات المتحدة، وتوفي في 3 يناير 2018 في بالماس في البرازيل.